# Música de Kazajistán

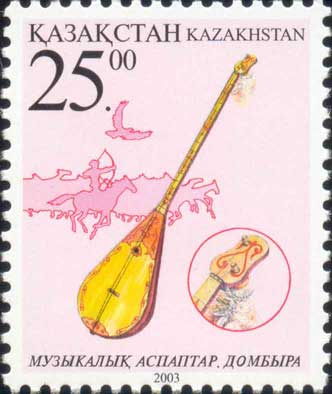
Una imagen de un Dombra en un sello de Kazajistán, 25, 2003.

En el moderno estado de Kazajistán se encuentra la orquesta estatal de música folklórica Kurmanğazı, conocida por la utilización de instrumentos tradicionales. Otras instituciones musicales son la orquesta filarmónica kazaja, la ópera nacional kazaja y la orquesta sinfónica de Kazajistán. Uno de los instrumentos kazajos más conocidos es también conocido como Kurmanğazı, la persona del mismo nombre, era un famoso compositor y tocador de Dombra, otro instrumento tradicional. Entre otros compositores kazajos destacan Tattimbet, Swgür, Almaz Serkebaev, Tles Kajğaliev, Maxambet y Bayserke.

## Música folk
La música kazaja es nomádica y rural, y está cercanamente unido al folklore uzbeko y kirguis. Los bardos ambulantes, los curanderos y místicos llamados aqın son conocios, y normalmente tocaban instrumentos de cuerda, sobre todo el dombra o el kobız. Los festivales de actuación de los aqın, eran y son conocidos com Aytıs; Sus letras normalmente son sociales o políticas, y en general son totalmente imporvisadas.
La música tradicional kazaja incluye intérpretes usando instrumentos como por ejemplo el qobız (qobuz) o el dombra, así como otros instrumentos como el kıl-kobız, el sherter, el sıbızgı, saszırnay y şankobız; los intérpretes que usan los instrumentos tradicionales más comunes, son conocidos como kobızovaya, sıbız-govaya, o dombrovaya. Muchas canciones están vinculadas con la mitología local y las creencias religiosas tradicionales (küy). Por otro lado aparecieron composiciones de autor relacionadas con dichos temas (küyşi) escritas por autores antiguos (jiray) como Maxmud Kaşğarı, Kaztıgana, Dospanbeta, Shalkiiza and Aktamberdi. La tradicíón del küyşi se cree que llegó a su punto culminante en el siglo XIX, cuando compositores como Kurmangazı, Madi Balyulı and Birjan y cantantes como Ahan estaban activos. En el siglo XX La cantante conocida erea Mayra Şamutinova que era un caso extraño dentro de la cultura kazaja, por el hecho de que era mujer

## KZ-Pop
El pop kazajo cantado en idioma kazajo o ruso se ha asentado con gran facilidad en el Kazajistán actual y hoy en día, es el estilo más conocido y más popular entre la juventud de Kazajistán.
El KZ-Pop, tiene su origen en la música pop soviética de los años 70 y 80. fue en esta última década cuando apareció Roza Rimbaeva, considerada una de las grandes voces de la música kazaja y que fue conocida por ganar en 1977 el festivál de todas las naciones (Era un festival de la canción en el que participaban todos los territorios pertenecientes  a la antigua Unión Soviética. A pesar de todo el Boom del KZ-Pop, no se pridujo hasta la década de los 90 y los primeros años del siglo XXI cuando aparecieron discográficas nacionales y en un momento en el que otras empresas extranjeras se instalaron en el país. Hoy en día, Kazajistán, es de todos los países de Asia central, que más discos produce, seguida muy de lejos por la vecina Uzbekistán.
A pesar de todo, los reality shows también han tenido un papel significativo en la música kazaja, en especial Superstar KZ, versión kazaja de Operación triunfo. De este programa, aparecieron intérpretes como Maqpal Isabekova, reconocida como la mejor cantante que ha dado Kazajistán o reina del KZ-Pop. Otros cantantes con cierta relevancia son Almas Kişqembaev o Raxat Türlixanov. También destaca la aparición de grupos de música Rock.
Las canciones Pop kazajas, son muy parecidas a las canciones Pop de Occidente, aunque el KZ-Pop tiene la peculiaridad de que los instrumentos tradicionales com el Dombra o el Kobız también suenan con frecuencia en las canciones, por lo que muchos califican al Pop hecho en Kazajistán como una fusión entre la música pop y el folk

## Lista de cantantes y grupos kazajos
- A-Studio
- Almas Kişqembaev
- Äsem
- Ayqın Tölepbergen
- Dilnaz ahmadieva
- Dimash Kudaibergen
- Kayrat Tütenkov
- Mädina Sadwakasova
- Maqpal Isabekova
- Medew Arınbaev
- Musicola
- Raxat Turlixanov
- NN Bek
- Nurlan & Murat
- Orda
- Rin-Go!
- Roman Kim
- Urker
- Utylau
- Zarina Omarova

- Datos: Q1131855
- Multimedia: Music of Kazakhstan / Q1131855